# Lindmania brachyphylla
Espèce
Classification phylogénétique
Synonymes
- Cottendorfia brachyphylla (L.B.Sm.) L.B.Sm., 1960

Lindmania brachyphylla est une espèce de plante de la famille des Bromeliaceae, endémique du Venezuela.

## Synonymes
- Cottendorfia brachyphylla (L.B.Sm.) L.B.Sm., 1960[1]

## Distribution
L'espèce est endémique de l'État de Bolívar au Venezuela.